# Betty Curtis
Roberta Corti, mai cunoscută sub numele de scenă Betty Curtis, (n. 21 martie 1936, Milano, Regatul Italiei – d. 15 iunie 2006, Lecco, Lombardia, Italia) a fost o cântăreață italiană activă între 1957 și 2004.
Curtis a început să cânte în cluburi de noapte de la o vârstă fragedă și a fost descoperită de Teddy Reno în 1958. 
Cântecul lui Beety Curtis „ Al di là ”, interpretat împreună cu Luciano Tajoli, a câștigat Festivalul de Muzică de la Sanremo în 1961.  Betty Curtis a reprezentat Italia la Eurovision Song Contest în 1961, cu cântecul ei câștigător la San Remo, care s-a clasat pe locul cinci la Cannes.
În 1965 Betty Curtis s-a întors la Sanremo cu cântecul „Invece no”.

## Albume
- 1959 Lontano da te... lontano dal mare (CGD, FGS 5001)
- 1965 Betty (CGD, FGS 5015)
- 1970 A modo mio (CGD, FGS 5075)
- 1975 Folk(Alpharecord, AR 3017)
- 1975 Ricordiamole insieme (Alpharecord, AR 3018)
- 1976 Folk n.2 (Alpharecord)

Discuri single
- 1958 "Con tutto il cuore" (With All My Heart)
- 1958 "La pioggia cadrà"
- 1959 "Nessuno"
- 1959 "Una marcia in fa" (with Johnny Dorelli)
- 1959 "Buondì" (Alone)
- 1960 "Non sei felice"
- 1960 "Il mio uomo"
- 1961 "Al di là"
- 1961 "Pollo e champagne"
- 1961 "Aiutami a piangere"
- 1961 "Midi Midinette"
- 1961 "Ci vogliono i mariti"
- 1961 "Neve al chiaro di luna"
- 1962 "Buongiorno amore"
- 1962 "Stasera piove"
- 1962 "Soldi soldi soldi"
- 1962 "Tango del mare"
- 1962 "Chariot" (I Will Follow Him)
- 1963 "Wini, wini"
- 1964 "La casa più bella del mondo"
- 1964 "Scegli me o il resto del mondo"
- 1965 "Invece no"
- 1966 "Le porte dell`amore"
- 1967 "È più forte di me"
- 1967 "Guantanamera"
- 1967 "Povero Enrico"
- 1969 "Gelosia"
- 1970 "Donna"
- 1974 "Ma ci pensi tu (Cu Cu Ru Cu Cu Paloma)"
- 1976 "La grulla"
- 1976 "Innamorarsi No!"
- 1978 "Sarò la luce che ti guida" (Candle on the water)